# 粉叶轮环藤
粉叶轮环藤（学名：Cyclea hypoglauca）为防己科轮环藤属下的一个种。

## 扩展阅读
維基物種上的相關：粉叶轮环藤